# Záviš Kalandra
Záviš Kalandra (10. listopadu 1902 Frenštát pod Radhoštěm – 27. června 1950 Praha) byl český divadelní a filmový kritik, filozof, historik, překladatel a novinář, který vystupoval pod pseudonymy J. Pokorný, J. Albert, J. Bitnar, J. Krejčí aj. V roce 1950 byl odsouzen k smrti ve vykonstruovaném procesu se skupinou Milady Horákové a popraven.

## Život

### Mládí a předválečný komunista

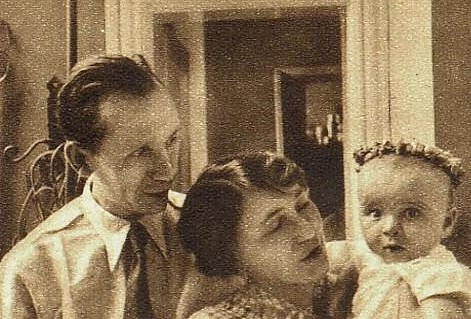
Novomanžel Záviš Kalandra s manželkou Ludmilou Rambouskou a neteří, 1935

Narodil se jako syn českého frenštátského, později vsetínského lékaře a sociologa Břetislava Kalandry, spolupracovníka Tomáše Garrigua Masaryka, byl i členem Masarykovy realistické strany, ze které však před první světovou válkou odešel do sociální demokracie. Kalandrův dědeček Jan Albert Kalandra se podílel na kulturním životě české obrozenecké společnosti ve Vídni. Kalandra měl dva bratry – Dušana a Břetislava, a jednu sestru – Drahomíru.
Ve Valašském Meziříčí navštěvoval Kalandra gymnázium. Vystudoval filozofii a klasickou filologii v Praze (1922–1927). V letech 1928 a 1930 pokračoval ve studiích v Berlíně. Ovládal 7 jazyků. Za téma své disertační práce si zvolil jednoho z presokratiků – Parmenida. Tuto práci Kalandra sice odevzdal, ale vyžádal si ji poté zpět. Práci viděl s odstupem času profesor Jan Patočka, který ji označil jako solitér české filozofie.[zdroj?]
V roce 1923 vstoupil do KSČ, vedl Komunistickou studentskou frakci (Kostufru; 1926–1927) a následně patřil k předním redaktorům komunistického tisku (Rudé právo, Rudý večerník, Tvorba, Haló noviny).
Ve třicátých letech kritizoval Moskevské procesy, za což mu nebyla v roce 1936 vydána členská legitimace, a tím jeho členství v KSČ skončilo. Společně s Josefem Guttmannem vydal v roce 1936 Odhalené tajemství moskevského procesu. V této práci píšou, že Stalinovi jde o fyzickou likvidaci starých bolševiků (Trockého, Zinověva, Bucharina, Radeka, Rykova, Tomského, Kameněva), přičemž že se jedná o předem zinscenovaný proces. Stalinovi vytýkají byrokracii a zradu světové revoluce. Za své názory a stanovisko vůči procesům byli autoři označeni za trockisty a vyloučeni ze strany. Po svém vyloučení ze strany zakládá Kalandra protistalinisticky orientovaný čtrnáctideník Proletář. Pravda je však taková, že Kalandra sice byl jedním z prvních oponentů a kritiků stalinistického režimu, nebyl však nikdy přesvědčeným trockistou, ač ve spisku s Guttmannem se přihlašuje k IV. internacionále Lva Trockého, naopak jeho časopis Proletář i on sám polemizoval s trockistickou IV. internacionálou a jejím orgánem Jiskrou.
| „                                        | Spočtěte je dohromady: jsou to hlavy staré bolševické gardy... Teď o nich píše Rudé právo, že prý nikdy neměli nic společného s bolševismem. Celé Leninovo Polbyro posadil Stalin na lavici obžalovaných svého soudu – a podle Rudého práva celé Leninovo Polbyro nemělo nic společného s bolševismem. Na koho to chce RP lít svoji špínu? Na Lenina – A kdo si to troufá psát tyto ubohé lži? Jan Šverma, který opravdu už nemá nic společného s bolševismem od té doby, co vymyslel svoji pověstnou "republiku 28. října". Teď o nich máme věřit, že byli kontrarevolucionáři, teroristy, sprostými vrahy a tím nejhorším, čím dnes kdo vůbec může být: Hitlerovými agenty! | “ |
| — Odhalené tajemství moskevského procesu | |   |

V letech 1936–1939 působil v tisku orientovaném na umírněné komunisty a sociální demokraty a zabýval se kritikou a rozbory monstrprocesů v Sovětském svazu. Zajímavou studii vydal Kalandra ve slavném surrealistickém sborníku Ani labuť ani lůna (1936), vydaného ku příležitosti 100 let od smrti Karla Hynka Máchy, jejž redigoval Vítězslav Nezval, s názvem Mácha a Palacký, v níž zkoumá Máchu a Palackého v několika rovinách. Nezval se později, v roce 1950, jak před, tak po Kalandrově odsouzení do svého někdejšího spolupracovníka ostře pouštěl (nejen) v Rudém právu, měl jej za dezertéra a zrádce. Dalším autorem příspěvku do sborníku byl i Emil František Burian, který taktéž zejména po popravě Kalandry se velmi angažoval, mj. i divadelní hrou s názvem Pařeniště. To byli všechno bývalí přátelé Kalandry, kteří posléze ostře otočili a snažili se Kalandru ve všech směrech odsuzovat.

### Německá okupace
V listopadu 1939 byl kvůli své komunistické minulosti zatčen gestapem a až do roku 1945 vězněn v nacistických vězeních a koncentračních táborech. Po věznění a výsleších v Praze byl na konci roku 1939 deportován do koncentračního tábora Sachsenhausen. 6. dubna 1940 dorazil do koncentračního tábora ve Flossenbürgu, z něhož byl posléze 18. července 1942 transportován do koncentračního tábora v Ravensbrücku pod číslem 2560. V únoru 1945 byl převezen opět do Sachsenhausenu; následoval pochod smrti do Schwerinu, kde se 3. května dočkal osvobození spojeneckými vojsky a odkud se vydal pěšky zpět do Prahy.
V Ravensbrücku se s ním dle vzpomínek Margerete Buber-Nemannové setkala Milena Jesenská, která jej rozpoznala mezi skupinkou vězňů z mužského tábora. Mělo se za to, že mají nemocné plíce, pročež je přivedli na rentgen, poblíž kterého pracovala Jesenská. Velké planoucí oči jedné z chodících mrtvol jí připadaly povědomé. Prošla tedy skupinkou podruhé a na Kalandru mrkla, ten její pohled opětoval. Tato událost Jesenskou hluboce otřásla. Pomocí soucitného lékárníka z řad SS, který se pohyboval v mužském táboře, poslala Kalandrovi vzkaz, v němž mu nabízela pomoc, zda nepotřebuje chleba. Kalandra Jesenské odepsal, ale zároveň ji zapřísahal, ať mu přestane psát, že je to životu nebezpečné.

### Poválečná činnost
V letech 1945–1949 se věnoval historické práci a spolupracoval s tiskem orientovaným na sociální demokraty a národní socialisty. V roce 1947 ve své knize České pohanství zpochybnil existenci svatého Václava jakožto skutečné historické postavy. Namísto toho jej označil za součást pohanského panteonu Čechů teprve dodatečně využitého křesťanstvím. Tento názor nebyl historiky přijat. V téže práci odmítl datování Kristiánovy legendy do 10. století a připojil se ke kritikům pokládajícím ji za pozdní kompilaci ze 14. století.
České pohanství se stalo kontroverzním a kuriózním spisem. Historik Oldřich Králík označil práci doslova za buřičskou či za čiré halucinace.

### Zatčení, soud a poprava
V listopadu 1949 byl zatčen, víceméně náhodou. Bezpečnost jela zatknout jeho švagra dr. Arnošta Ungára, který bydlel ve stejném domě jako Kalandra. V době zatčení Ungára si k němu šel Kalandra zatelefonovat a byl zatčen také.
Bezpečnost hledala, koho by zařadila coby trockistického štváče do chystaného velkého procesu s dr. Miladou Horákovou. Kalandra Horákovou osobně vůbec neznal. Jelikož Kalandra velmi rázně kritizoval moskevské procesy, byl vhodnou osobou, která vyhovovala koloritu zamýšleného procesu. Kalandra, podobně jako Grigorij Zinovjev, Lev Kameněv a další z moskevských procesů, se posléze před soudem rozhodl rámcově držet scénáře, který se musel naučit; po celou dobu výslechu ale vypovídal s pohrdavým sarkasmem a ironií, neb si byl velmi dobře vědom, že bude s největší pravděpodobností popraven. Ač se rozhodl vypovídat předem naučenou a předem bezpečností vyfabrikovanou skutkovou podstatu, dokázal celé divadlo takto ponížit, což velmi popouzelo státní prokurátory, zejména dr. Viesku. V procesu byl označen za trockistu, přestože po druhé světové válce podle jednoho svědectví prohlašoval, že kdyby v SSSR byl zvítězil Trocký, a ne Stalin, bylo by to tam dopadlo stejně.
| „                                            | V tom je logika tohoto druhu, pane prokurátore, kterou Salus jakýmsi aforismem vyjadřoval, když říkal: Jsem komunista, proto jsem členem sociální demokracie a proto jdu volit národní socialisty. | “ |
| — Závěr výpovědi Záviše Kalandry před soudem | |   |

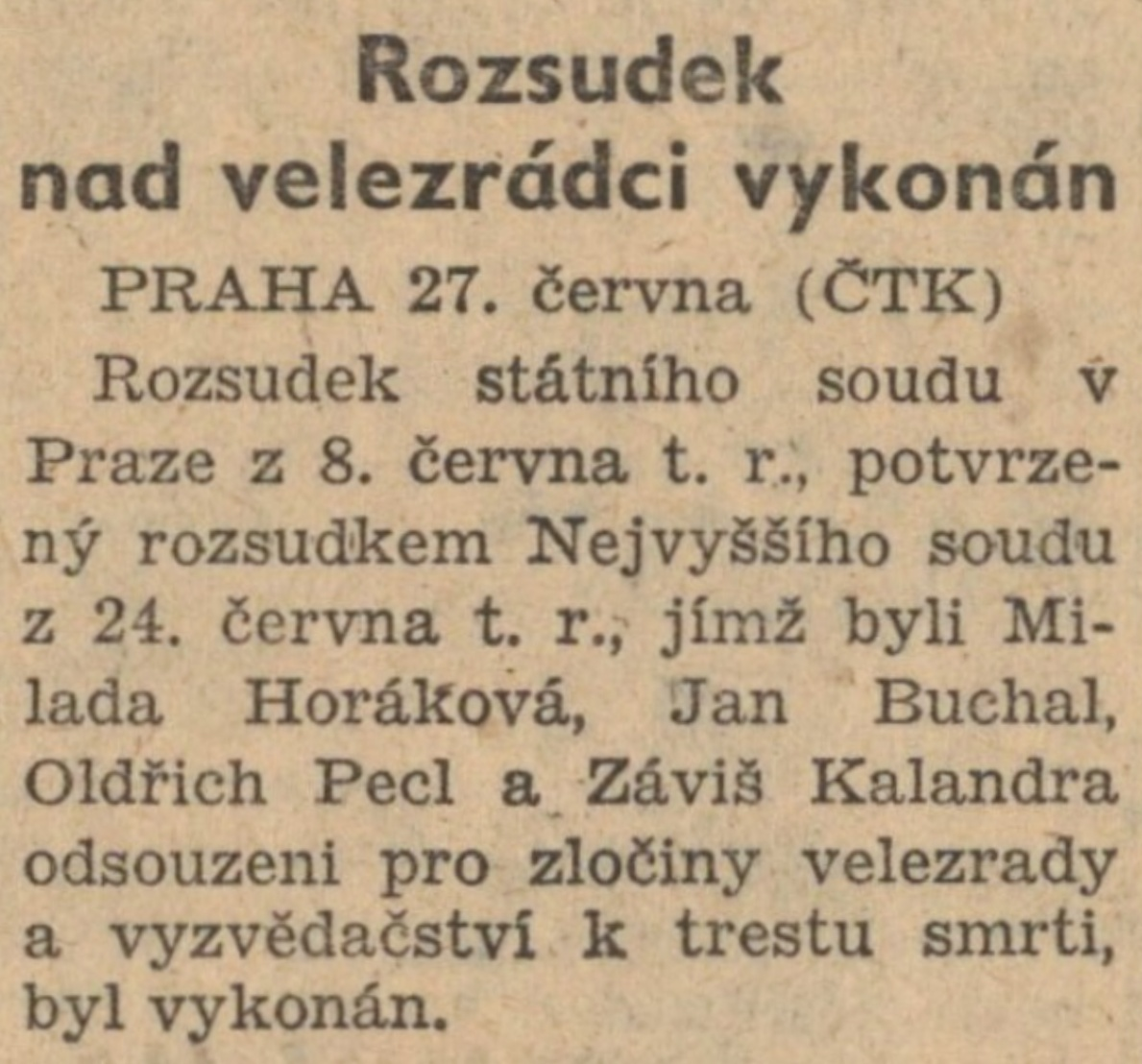
Novinová zpráva z Rudého práva informující o vykonání rozsudku

Dne 8. června 1950 byl ve vykonstruovaném procesu s Miladou Horákovou a spol. jakožto hlava smyšlené trockistické skupiny odsouzen k smrti a 27. června popraven.
Poprava vyvolala protesty po celém světě. Paradoxem přitom bylo, že se jednalo o jediného marxisticky vzdělaného teoretika mezi historiky.

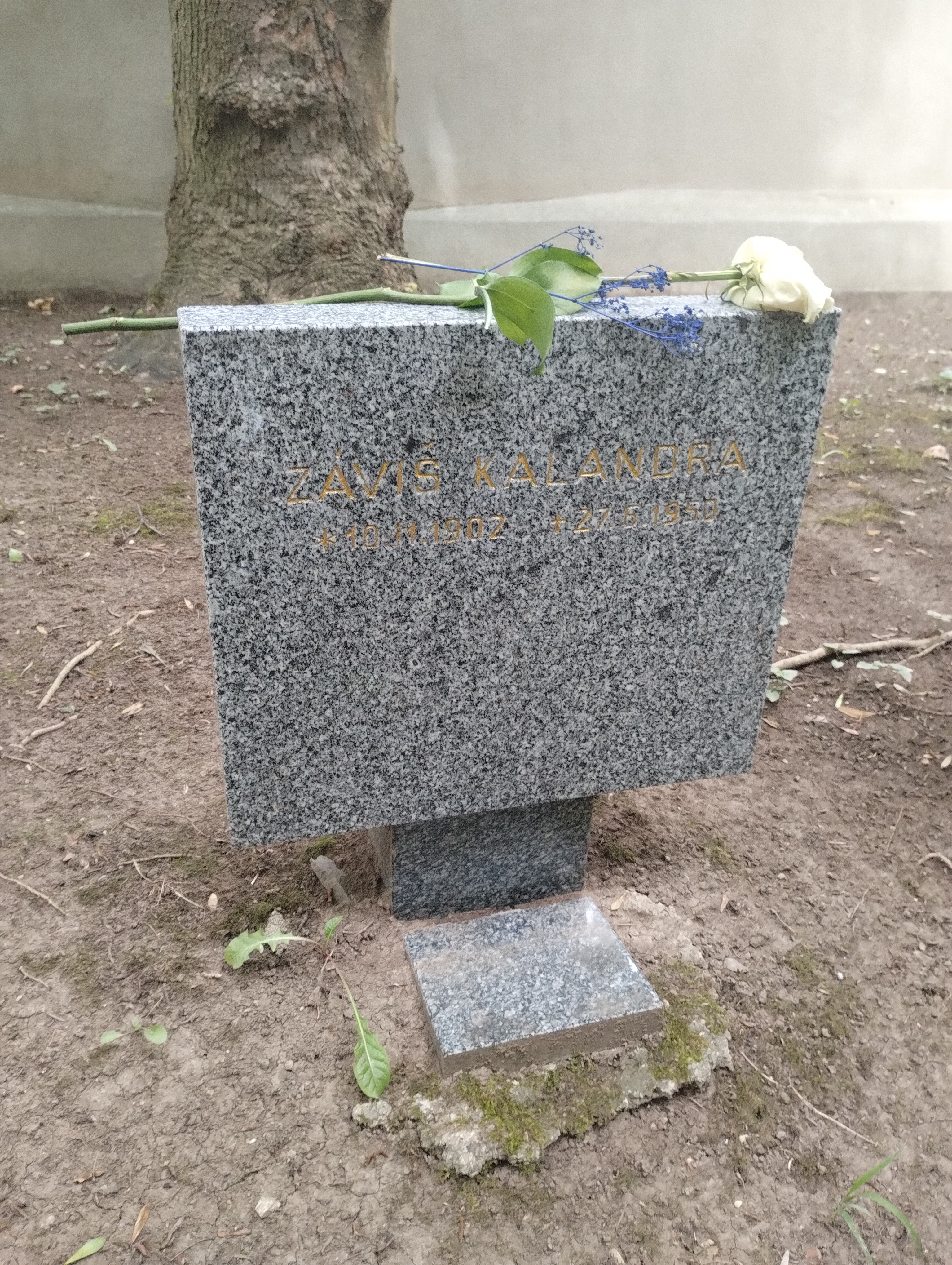
Symbolický náhrobek Z. Kalandry na Čestném pohřebišti v Ďáblicích

Profesoři historie z Harvardovy univerzity žádali prezidenta Klementa Gottwalda o milost pro Záviše Kalandru, jehož považovali za nadaného vědce. Tuto žádost podepsali: Donald McKay, Robert Albion, Charles Taylor, Myron Gilmore, John Fairbank, Wilbur Jordan, Frederick Merk, Helen Cann.
Tělo Záviše Kalandry bylo po popravě předáno k pitvě do Ústavu soudního lékařství. Pitvu provedl 29. 6. 1950 MUDr. Řehánek. Dne 6. července 1950 v 6.30 byly Kalandrovy ostatky zpopelněny ve Strašnickém krematoriu, kde také zůstala uskladněna jeho urna. Dne 6. října 1953 byla urna přesunuta z krematoria do skladu v pankrácké věznici, kde její stopa mizí. Na Čestném pohřebišti v Ďáblickém hřbitově se nachází symbolický Kalandrův hrob. Tamní symbolické náhrobky odkazují na zemřelé politické vězně bez ohledu na jejich skutečné místo pohřbení.

### Rodina
Manželkou Záviše Kalandry byla kreslířka a malířka Ludmila Rambouská.
Jeho prasynovcem byl Petr Kalandra.

## Rehabilitace a vyznamenání
Rozsudek byl v roce 1968 zrušen, v roce 1990 pak byl plně rehabilitován. Prezident Václav Havel mu v roce 1991 udělil in memoriam řád T. G. Masaryka I. třídy. Dne 26. června 2020 u příležitosti 70. výročí popravy byla na dům v Revoluční 5 na Praze 1, kde Kalandra bydlel až do svého zatčení, umístěna pamětní tabulka poslední adresy.

## Dílo
- Parmenidova filosofie – disertační práce na FFUK z 20. let, vyšlo (1996), Praha : Herrmann, 1996, ISBN 80-238-0126-0
- Zapovězená Ženeva (1932)
- Princip slasti a princip reality v umění (Tvorba 1934)
- Znamení Lipan (1934)
- Odhalené tajemství moskevského procesu (společně s Josefem Guttmannem, 1936)
- Druhý moskevský proces (1937)
- Socialisté a antisemitismus (1946) pod pseudonymem František Kohout
- České pohanství (1947), Praha : Dauphin, 2002, ISBN 80-86019-82-9
- Zvon slobody (1948)
- Skutečnost snu (nedokončeno, 1949)
- Intelektuál a revoluce, výbor z díla (k vydání připraven již v roce 1969), Praha : Český spisovatel, 1994, ISBN 80-202-0474-1